# Anemone (radar)
L’Anemone, acronyme d'« Appareil Numérisé pour l'Exploitation des MOuvements Navals Éloignés », est un radar embarqué français fabriqué depuis le milieu des années 1980. Il est particulièrement adapté à la lutte antinavire, même à des distances importantes.

## Historique
Fabriqué par le constructeur français Thales, l’Anemone était prévu d'être installé sur le Dassault Super-Étendard depuis l'apparition, en 1991, de sa version modernisée (standard 2), aussi désignée « Super Étendard Modernisé » ou tout simplement « SEM ». Si le contrat a été signé avec la Marine et la DGA fin 1986,, il n'a cependant été mis en service qu'à partir de mi-1994, remplaçant l'ancien modèle analogique, l'Agave, qui équipait le Super Étendard au début de sa carrière opérationnelle. Par ailleurs, seulement 46 radars ont été achetés pour équiper les SEM, ce qui a imposé à la Marine nationale et aux ingénieurs de Dassault de prévoir la conception d'un boîtier spécial pour pouvoir réinstaller des Agaves si les Anemones n'étaient pas disponibles. Il existait donc pour cet avion un « Boîtier d'Adaptation et d'Interface Radar » (BAIR), permettant de monter indifféremment l'un ou l'autre des deux équipements dans la pointe avant de l'avion.
Son prix, dans les années 1990 était estimé à 2 millions de dollars pièce.

## Caractéristiques
L’Anemone est un radar de navigation et conduite de tir tridimensionnel à balayage électronique passif numérisé embarqué, adapté à l'attaque air-mer, grâce à l'emploi de missiles antinavires AM-39 Exocet, mais également à la défense aérienne à l'aide de missiles Matra R550 Magic II. Les nouveaux modes de fonctionnement de ce radar offrent des possibilités qui permettent également d'optimiser l'utilisation des missiles nucléaires tactiques ASMP.
L’Anemone est un radar entièrement numérique à basse fréquence de répétition (BFR),, opérant en bandes I/J (entre 8 et 20 GHz) avec agilité de fréquences. La taille limitée du nez du SEM imposait au constructeur de concevoir un radar léger, dont le poids ne devait pas excéder 60 kg. La principale différence avec l'Agave est une antenne plane à fentes de plus grand gain, qui offre une portée et une distance d'accrochage deux fois plus grande que celles de son prédécesseur,. L'équipement de technologie numérique affiche de très bonnes performances, avec une amélioration technologique des circuits et l'utilisation d'un tube télévision associé à une mémoire numérique.
Le système de navigation et d'attaque (SNA) de l’Agave, conçu dans les années 1970, utilisait des calculateurs dont les possibilités d'évolution étaient très limitées. Pour permettre l'introduction de nouvelles conduites de tir et pouvoir dialoguer avec le nouveau radar Anemone, il a été nécessaire de moderniser les calculateurs, en améliorant leur capacité de calcul, en augmentant le nombre de liaisons de transfert de données, et en offrant la possibilité de modifier la programmation des équipements majeurs.
L'atout majeur de l’Anemone, par rapport à l’Agave, vient de sa capacité, en mode « air-mer » de pouvoir accrocher ses cibles en mode de Poursuite sur Informations Discontinues (PSID),, à l'inverse du mode PSIC qu'utilisait l’Agave. Cette solution technique assure une plus grande discrétion d'émission, tout en surveillant l'environnement autour de la piste verrouillée. Son agilité en fréquences, qui fait varier en permanence les fréquences d'émission, est un autre avantage, car ce radar est très peu sensible aux contre-mesures électroniques. Difficilement brouillable lors de sa sortie,,, il était considéré comme étant au niveau des radars RDY du Mirage 2000-5.
En outre, toujours en mode « air-mer », il ajoute des capacités de recherche en lignes, de loupe et de mémorisation de la situation de surface, et d'indicateur de route et de vitesse de la cible marine. En mode « air-air », il permet une recherche en lignes et un accrochage automatique.

## Avec le F/A-18 Hornet?
En août 1988, la firme McDonnell Douglas prit contact avec Dassault Électronique pour proposer une version de l’Anémone pour l'évolution « Hornet 2000 » du F/A-18 Hornet. La société américaine avait proposé de vendre le Hornet 2000 à la Marine française comme remplacement des Crusaders vieillissants. Au cours de cette année, Dassault Électronique et Westinghouse signèrent un accord d'échange de technologies de traitement du signal et de bus de données systèmes pour les applications électroniques de Défense. Initialement, le marché permettait au processeur 32 bits de Dassault, de technologie macro-hybride, d'être adapté aux standards américains.